# Femke de Vries
Pour les articles homonymes, voir de Vries.
Femke de Vries, née le 16 avril 1994 à Nimègue, est une coureuse cycliste professionnelle néerlandaise. 

## Biographie
Femke de Vries commence le cyclisme tardivement, puisqu'elle à 23 ans quand elle commence la pratique, en 2016, grâce à un vélo qui lui a prêté son oncle.
Pour la saison 2022, elle rejoint l'équipe de niveau continental GT Krush. Elle n'est cependant pas professionnelle, et exerce à côté le métier de médecin.
Au mois de mai, elle termine deuxième du Tour de Feminin. Ce bon début de saison attire la formation World Tour de la Visma-Lease a Bike qui lui propose un contrat début juin. L'équipe lui fait confiance dès son arrivée, en la conviant à participer au Tour de Suisse, puis Tour d'Italie et Tour de France.

## Palmarès sur route

### Par années
- 2024
  - 2e du Tour de Feminin

### Résultats sur les grands tours

#### Tour d'Italie
1 participation : 
- 2024 : 20e

#### Tour de France
2 participations : 
- 2024 : 55e
- 2025 : 20e

#### Tour d'Espagne
1 participation : 
- 2025 : 51e

### Classements mondiaux
| Année                                 | 2022 | 2023 | 2024 |
| ------------------------------------- | ---- | ---- | ---- |
| Classement UCI                        | 827e | 537e | 173e |
| UCI World Tour                        | nc   | nc   | 128e |
|                                       |      |      |      |
| Légende : nc = non classéSource : UCI |      |      |      |